# Нью, Ханна
Ха́нна Нью (англ. Hannah New, род. 13 мая 1984, Лондон) — английская модель и актриса. Наиболее известна по роли Элеоноры Гатри в телесериале «Чёрные паруса» про «золотой век пиратства».

## Биография
Ханна родилась в Бэлхэме в Лондоне и является младшей из трёх сестер. В возрасте четырёх лет она училась в балетной школе. Позже она вступила в Национальном молодёжном театре (англ. National Youth Theatre). Интерес к другим культурам сподвиг её посетить более двадцати стран, в том числе провести 3 месяца в детском доме в Боливии в 2003 году. После путешествия по всему миру она изучала английский и испанский языки в Лидском университете. Нью переехала в Испанию, где она в дальнейшем изучала испанский язык. Чтобы оплачивать обучение, она решила стать моделью и заключила контракт с View Management и работала в Мадриде и Барселоне. Она училась в Центральной школе ораторского искусства и драмы (англ. Central School of Speech and Drama) и получила диплом с отличием в 2011 году. Свободно говорит по-испански.

## Фильмография
Кино
| Год  | Название на русском | Название на английском | Роль              | Примечания      |
| ---- | ------------------- | ---------------------- | ----------------- | --------------- |
| 2011 | Возвращение         | ReVersion              | Лив               | Короткометражка |
| 2011 | Супер Марио         | Super Mario            | Луиза             | Короткометражка |
| 2011 | Утечка мозгов 2     | Fuga de cerebros 2     | Нэнси             |                 |
| 2012 | Пристанище          | Shelter                | Кэтрин Гликрист   | ТВ фильм        |
| 2014 | Малефисента         | Maleficent             | королева Лейла    | [ 5 ]           |
| 2016 |                     | Under the Bed          | Кэлли Монро       |                 |
| 2021 | Край света          | Edge of the World      | Элизабет Крукшанк |                 |

Телевидение
| Год       | Название на русском | Название на английском   | Роль               | Примечания                       |
| --------- | ------------------- | ------------------------ | ------------------ | -------------------------------- |
| 2010      | Риера               | La Riera                 | Джули              | Эпизод 1.91                      |
| 2010      | Клуб самоубийц      | El club del chiste       | Кейтлин            | Эпизод «Ficcion 85 — La inglesa» |
| 2012      | Ковчег              | El barco                 | Урсула             | Эпизод «Lo que la luz esconde»   |
| 2013—2014 | Нити судьбы         | El tiempo entre costuras | Розалинда Фокс     | Главная роль; 6 эпизодов         |
| 2014—2017 | Чёрные паруса       | Black Sails              | Элеонора Гатри     | Главная роль; 37 эпизодов        |
| 2018      | Траст               | Trust                    | Виктория Холдсворт |                                  |